# Dasyhelea fosteri
Dasyhelea fosteri är en tvåvingeart som beskrevs av Clastrier 1983. Dasyhelea fosteri ingår i släktet Dasyhelea och familjen svidknott.
Artens utbredningsområde är Seychellerna. Inga underarter finns listade i Catalogue of Life.